# シャノン・ルシッド
シャノン・ルシッド（Shannon Matilda Wells Lucid、1943年1月14日 - ）は、アメリカ合衆国の生化学者で、アメリカ航空宇宙局の宇宙飛行士である。かつて、彼女は女性で最長の宇宙滞在時間記録を保持していた。ミールへの搭乗を含む5度の宇宙飛行を経験している。

## 人生
ルシッドは中華民国の上海で、バプテスト教会の布教者である両親オスカル・ウェルズとマートル・ウェルズの間に生まれたが、オクラホマ州ベサニーで成長し、ベサニー高校を卒業した。オクラホマ大学に進学し，1973年に生化学の博士号を取得した。
インディアナポリスのマイケル・ルシッドと結婚し、1人の息子、2人の娘、5人の孫娘に恵まれた。

## NASAでのキャリア

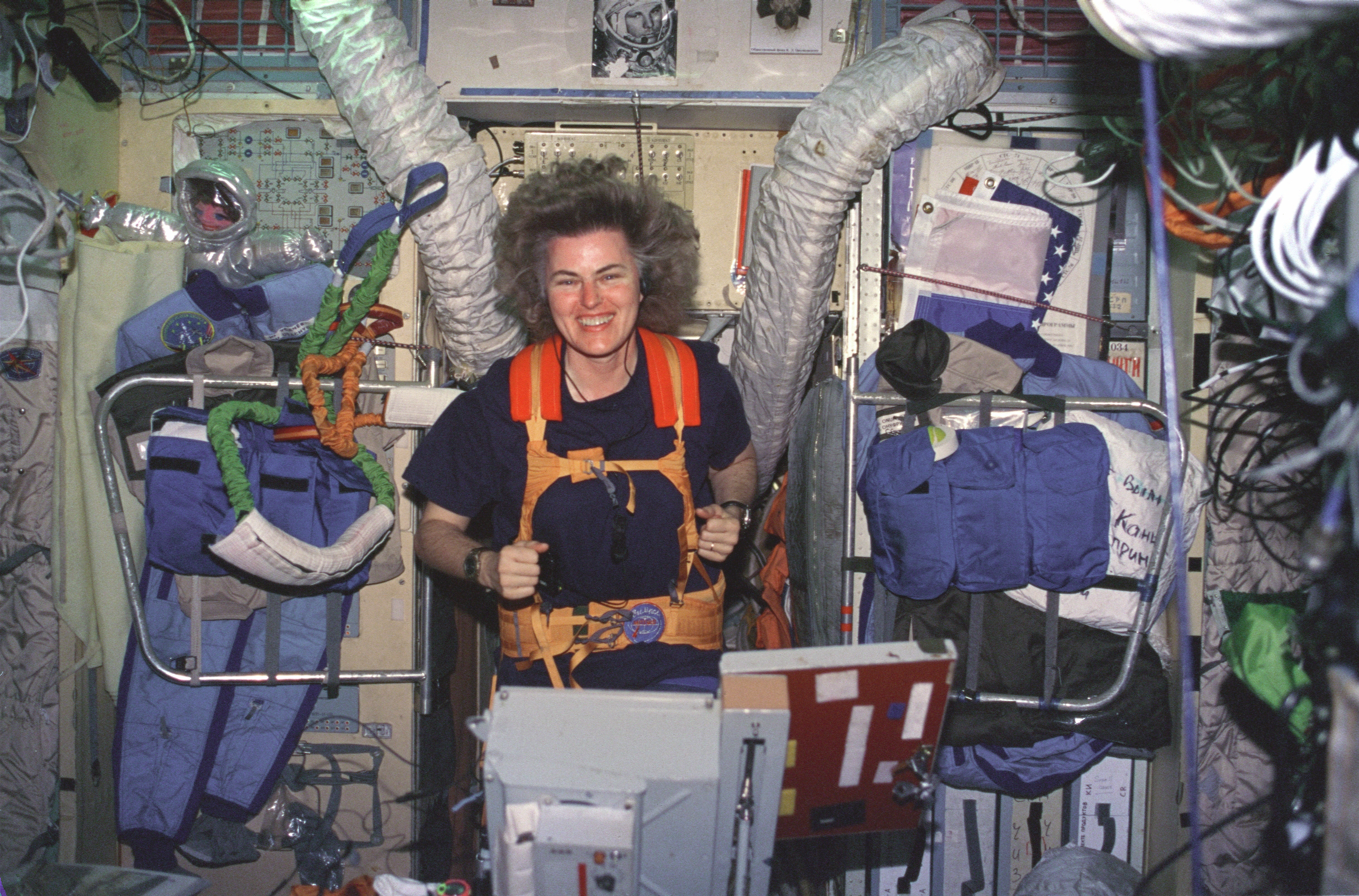
ミール滞在中にトレッドミルで運動するルシッド

ルシッドは1978年にNASAの宇宙飛行士に選ばれた。6人の女性宇宙飛行士の中で、彼女は唯一の母親だった。ルシッドの最初の宇宙飛行は1985年6月のスペースシャトル・ディスカバリーのミッションSTS-51-Gだった。1989年にはSTS-34、1991年にはSTS-43、1993年にはSTS-58に参加した。
ルシッドは、彼女の5度目の飛行で、1996年3月22日から9月26日まで179日間のミール滞在を含む188日を宇宙で過ごしたことで知られている。ミールの往来はアトランティスが使われ、行きはSTS-76、帰りはSTS-79のミッションだった。彼女のミール滞在は当初はこんなに長くなる予定ではなかったが、彼女の地球への帰還が2回延期され、滞在が約6週間延びた。ミッションの間、彼女は多くの生物学、物理学の実験を行った。ミールに長期滞在していたおかげで、彼女はロシア人以外で最長、また女性で最長の宇宙滞在時間記録を打ち立てた。2007年6月16日、彼女の女性としての宇宙滞在記録は国際宇宙ステーションに滞在中のスニータ・ウィリアムズによって破られた。
2002年から2003年にかけて、ルシッドはNASA主任科学者として働いた。2005年以降は交信担当としてSTS-114、STS-116、STS-118、STS-120、STS-122、STS-124、STS-126、STS-125、STS-127、STS-128等の多くのミッションに関わった。
2008年1月時点で、ヒューストンのジョンソン宇宙センターにある宇宙飛行士室を管理しており、交信担当としても働いている。

## 受賞など
ルシッドは1996年12月に、全体で10人目、女性としては初めて宇宙名誉勲章を受章した。1993年にはオクラホマ女性の殿堂に選ばれた。